# Jose Dalman
Jose Dalman é um município de  quinta classe de renda municipal (d) na província Zamboanga do Norte, nas Filipinas. De acordo com o censo de 1 de maio  de  2020 possui uma população de 28 881 pessoas e 6 187 domicílios.